# Igreja de São Roque (Cedros)
A Igreja de São Roque localiza-se na freguesia dos Cedros, concelho de Santa Cruz das Flores, na ilha das Flores, nos Açores.

## História
O primitivo orago desta paróquia é Nossa Senhora do Pilar, e não São Roque. Com aquela invocação existiu na freguesia, anteriormente a 1693, uma antiga igreja, com 25 metros de comprimento - dimensões avantajadas para o meio e época -, de altar único.
Arruinada pelo tempo, em 22 de janeiro de 1950 foi solenemente lançada a primeira pedra de um novo templo, em estilo moderno. A iniciativa da construção deveu-se ao seu então vigário, padre José Maria Alvares. Este foi o primeiro templo no arquipélago que se beneficiou, para efeitos de construção, de uma comparticipação do Estado.
Estava concluído em meados de 1953, sendo abençoado e inaugurado em 18 de julho daquele ano pelo padre João de Fraga Vieira, vigário da Lomba, que também celebrou missa e pregou na ocasião. Depois da missa houve a transferência do Santíssimo Sacramento da Casa do Divino Espírito Santo para o novo templo, tendo assistido a tais atos todo o clero e as principais autoridades da ilha, inclusive um representante do governador do distrito da Horta.